# Dytmarów-Stacja
Dytmarów-Stacja – niestandaryzowana nazwa części wsi Lubrza w Polsce położonej w województwie opolskim, w powiecie prudnickim, w gminie Lubrza. Historycznie leży na Górnym Śląsku, na ziemi prudnickiej.
W latach 1975–1998 miejscowość administracyjnie należała do ówczesnego województwa opolskiego.
3 lutego 1985 na pobliskim przejeździe kolejowo-drogowym doszło do zderzenia parowozu Pt47 z ciągnikiem RSP Jasiona. 2 osoby zginęły na miejscu, a 1 osoba została ciężko ranna (mężczyzna trafił w śpiączkę, zmarł kilka lat później). Wypadek spowodowany był błędem dróżnika, który, mimo wiedzy o zbliżającym się pociągu, na prośbę pasażerów ciągnika podniósł rogatki, by mogli przejechać.

## Transport
Dytmarów-Stacja położona jest w okolicy przystanka kolejowego Dytmarów.
W zarządzie Wydziału Drogownictwa Starostwa Powiatowego w Prudniku znajduje się droga powiatowa nr 1253O relacji Dytmarów-Stacja – Dytmarów.

## Turystyka
Przez Dytmarów-Stację prowadzi szlak rowerowy:
- Trasa rowerowa PTTK nr 266 – z: Lubrza – Olszynka – Laskowice – Dytmarów-Stacja – Dytmarów – Krzyżkowice – góra Kłobuczek – Trzebina – Prudnik-Las – Trzebina – Skrzypiec – Jasiona – Lubrza